# 田口富久治
田口 富久治（たぐち ふくじ、1931年（昭和6年）1月11日 - 2022年5月23日）は、日本の政治学者。名古屋大学名誉教授。マルクス主義の立場から、資本主義国家論、政党論、政策論、民族問題を論じた。

## 来歴
秋田県出身。1953年、東京大学法学部卒業。明治大学政経学部教授を経て、1975年から名古屋大学法学部教授。1994年-2001年、立命館大学政策科学部教授。
田口は、丸山真男に代表される近代主義的政治理論のマルクス主義による内在的な批判を意図。日本共産党の党員であったが、ユーロコミュニズムの立場に近づき、『先進国革命と多元的社会主義』をめぐって不破哲三との間に論争を繰り広げた。論争の結果、田口は日本共産党中央委員会付属社会科学研究所での自己批判に追い込まれた。名古屋大学での最終講義では「私はMarxistではなくMarxianだ」との趣旨の発言を行った。1994年共産党による丸山眞男批判の大キャンペーンを厳しく批判し、離党届を出し、離党、丸山に近い立場をとるようになる。さらに、その後、C・B・マクファーソン、アンソニー・ギデンズを高く評価・紹介し、その影響を受けていることを公言している。
また「矢留一太郎」というペンネームで高坂正堯への批判も行った。
2022年5月23日、老衰のため愛知県日進市の病院で死去。91歳没。

## 著作

### 単著
- 『日本の革新勢力――政治学的にみた社会党と総評』（弘文堂, 1961年）
- 『日本政治の動向と展望』（未來社, 1964年）
- 『現代政治とイデオロギー』（青木書店, 1967年）
- 『社会集団の政治機能――その理論と実際』（未來社, 1969年）
- 『マルクス主義政治理論の基本問題』（青木書店, 1971年）
- 『現代日本の政治と統一戦線――転換期の日本』（青木書店, 1973年）
- 『現代政治学の諸潮流』（未來社, 1973年）
- 『選挙制度』（新日本出版社, 1973年）
- 『現代の民主主義と自由』（新日本出版社, 1976年）
- 『先進国革命と多元的社会主義』（大月書店, 1978年）
- 『マルクス主義国家論の新展開』（青木書店, 1979年）
- 『行政学要論――現代国家と行政の理論』（有斐閣, 1981年）
- 『多元的社会主義の政治像――多元主義と民主集中制の研究』（青木書店, 1982年）
- 『現代資本主義国家――マルクス主義的一接近』（御茶の水書房, 1982年）
- 『現代世界の危機の構造』（三嶺書房, 1984年）
- 『日本政治学史の源流――小野塚喜平次の政治学』（未來社, 1985年）
- 『現代政治――その思想としくみ［増補版］』（東研出版, 1988年）
- 『日本政治学史の展開――今中政治学の形成と展開』（未來社, 1990年）
- 『政治学の基礎知識』（青木書店, 1990年）
- 『21世紀の世界はどう動くか』（教育史料出版会, 1991年）
- 『政治学講義』（名古屋大学出版会, 1993年）
- 『現代政治――その思想としくみ［再増補版］』（東研出版, 1993年）
- 『近代の今日的位相』（平凡社, 1994年）
- 『解放と自己実現の政治学――マルクスと共に、マルクスを超えて』（近代文藝社, 1995年）
- 『戦後日本政治学史』（東京大学出版会, 2001年）
- 『政治理論・政策科学・制度論』（有斐閣, 2001年）
- 『丸山眞男とマルクスのはざまで――私の政治学50年』（日本経済評論社, 2005年）

### 共著
- （佐々木一郎・加茂利男）『政治の科学――現代的課題と方法［改訂新版］』（青木書店, 1974年）
- 『現代世界の政治体制』（青木書店, 1984年）
- （木下昭）『民族の政治学』（法律文化社, 1996年）
- （鈴木一人）『グローバリゼーションと国民国家』（青木書店, 1997年）
- 諏訪兼位/田口富久治/岩間優希/影浦順子/竹川慎吾/小島亮『中部大学ブックシリーズアクタ 伽藍が赤かったとき―1970年代を考える』風媒社、2012年2月

### 編著
- 『日本の政党Ⅱ　日本社会党論』（新日本出版社,1969年）
- 『講座史的唯物論と現代（5）国家と革命』（青木書店, 1978年）
- 『主要諸国の行政改革』（勁草書房, 1982年）
- 『ケインズ主義的福祉国家――先進6ヵ国の危機と再編』（青木書店, 1989年）

### 共編著
- （田中浩）『国家思想史（上・下）』（青木書店, 1974年）
- （都丸泰助・室井力）『自治体の行政管理』（自治体研究社, 1979年）
- 『現代民主主義の諸問題――秋永肇教授古稀記念論集』（御茶の水書房, 1982年）
- （中谷義和）『現代政治の理論と動態』（童学草舎, 1986年）
- （中谷義和）『比較政治制度論』（法律文化社, 1994年／新版, 1999年）
- （加藤哲郎・小野耕二・中谷義和）『講座現代の政治学（全3巻）』（青木書店, 1994年）
- （中谷義和）『現代の政治理論家たち――21世紀への知的遺産』（法律文化社, 1997年）

### 訳書
- R・ホーフスタッター『アメリカの政治的伝統――その形成者たち（1・2）』（岩波書店, 1959年）
- モーリス・デュヴェルジェ『現代の独裁――その社会学と弁証法』（社会思想社, 1964年）
- モーリス・デュヴェルジェ『政治体制』（白水社, 1964年）
- アルトゥル・ローゼンベルグ『民主主義と社会主義――近代ヨーロッパの政治史』（青木書店, 1968年）
- ラルフ・ミリバンド『現代資本主義国家論――西欧権力体系の一分析』（未來社, 1970年）
- S・A・ウォークランド『イギリスの立法過程』（未來社, 1973年）
- バーナード・クリック『政治理論と実際の間』（みすず書房, 1974年）
- ニコス・プーランツァス『資本主義国家の構造――政治権力と社会階級』（未來社, 1978年）
- C・B・マクファーソン『自由民主主義は生き残れるか』（岩波書店［岩波新書］, 1978年）
- ラルフ・ミリバンド『マルクス主義政治学入門』（青木書店, 1979年）
- C・V・ブラウンミュールほか『資本と国家――唯物論的国家論の諸問題』（御茶の水書房, 1983年）
- ボブ・ジェソップ『資本主義国家――マルクス主義的諸理論と諸方法』（御茶の水書房, 1983年）
- ラルフ・ミリバンド『階級権力と国家権力――政治論集』（未來社, 1986年）
- ボブ・ジェソップ『プーランザスを読む――マルクス主義理論と政治戦略』（合同出版, 1987年）
- ジェームズ・H・ミッテルマン『グローバル化シンドローム――変容と抵抗』（法政大学出版局, 2002年）